# Conchata Ferrell

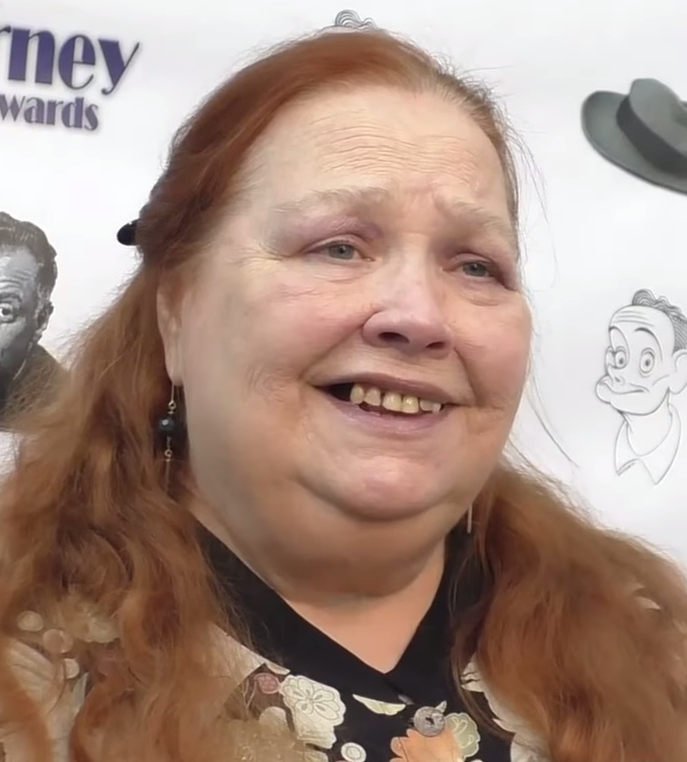
Conchata Ferrell (2016)

Conchata Galen Ferrell (* 28. März 1943 in Charleston, West Virginia; † 12. Oktober 2020 in Sherman Oaks, Los Angeles, Kalifornien) war eine US-amerikanische Schauspielerin. Bekannt wurde sie vor allem durch ihre Rolle als Haushälterin Berta in der Fernsehserie Two and a Half Men. 

## Leben
Conchata Galen Ferrell wurde 1943 in Charleston als Tochter von Luther Martin Ferrell und Mescal Loraine (George) Ferrell geboren. Sie studierte an der West Virginia University und absolvierte in Sozial- und Erziehungswissenschaften an der Marshall University. Ab Anfang der 1970er Jahre trat Ferrell am Theater auf. Lanford Wilson sah Ferrell als Agnes in einer Inszenierung seines Einakters Ludlow Fair und war von ihrem Auftritt so begeistert, dass er für sie die Rolle der April im Stück The Hot l Baltimore schrieb. Ferrell verkörperte diese Rolle von 1973 bis 1976 in 1.166 Auftritten am New Yorker Circle in the Square Theater. Für ihre Rolle im Off-Broadway-Theaterstück The Sea Horse wurde sie 1974 mit einem Drama Desk Award, einem Theatre World Award und einem Obie Award ausgezeichnet.
In der Fernsehadaption von Hot l Baltimore übernahm Ferrell 1975 erneut die Rolle der April. Fortan trat sie in zahlreichen Film- und Fernsehproduktionen auf. In dem Western Land meines Herzens spielte sie neben Rip Torn eine der Hauptrollen und gewann 1981 den Western Heritage Award. In der Komödie Pizza Pizza – Ein Stück vom Himmel (1988) spielte sie die Rolle der Pizzeriabesitzerin Leona, bei der Daisy Arujo (Julia Roberts), Kat Arujo (Annabeth Gish) und Jojo (Lili Taylor) arbeiten. 1990 trat sie in Tim Burtons Fantasyfilm Edward mit den Scherenhänden an der Seite von Johnny Depp und Winona Ryder auf.
Für ihre Rolle der Susan Bloom, die sie in der Fernsehserie L.A. Law von 1991 bis 1992 spielte, wurde sie 1992 für einen Emmy Award nominiert. Im Jahr 1996 trat sie in der Fernsehserie Townies auf. In Erin Brockovich (2000) übernahm sie die Rolle der Brenda. Von 2003 bis 2015 war sie als Haushälterin Berta an der Seite von Charlie Sheen und Jon Cryer, später auch Ashton Kutcher in der Fernsehserie Two and a Half Men (ab Staffel 1 Folge 4) zu sehen. Für diese Rolle erhielt sie 2005 und 2007 weitere Nominierungen für einen Emmy Award.
Ferrell war seit 1979 mit dem Tontechniker Arnie Anderson liiert und seit 1986 verheiratet. Aus der Beziehung ging eine Tochter (* 1982) hervor, Anderson brachte zwei weitere Töchter mit in die Ehe.
Im Dezember 2019 wurde Ferrell aufgrund einer Infektion ins Krankenhaus eingeliefert. Im Mai 2020 folgte ein weiterer Krankenhausaufenthalt, bei dem Ferrell einen Herzinfarkt erlitt. Seither befand sie sich zur Erholung in einer Pflegeeinrichtung. Sie starb am 12. Oktober 2020 im Alter von 77 Jahren.
Die Berliner Schauspielerin Regina Lemnitz war häufig als ihre Synchronsprecherin tätig.

## Filmografie (Auswahl)
- 1975: Hot l Baltimore (Fernsehserie, 13 Episoden)
- 1975: Eiskalt (Deadly Hero)
- 1976: Network
- 1977: Detektiv Rockford – Anruf genügt (The Rockford Files, Fernsehserie, Episode 3x21)
- 1977: The Girl Called Hatter Fox (Fernsehfilm)
- 1978: Tod in einer kleinen Stadt (A Death in Canaan, Fernsehfilm)
- 1978: Who’ll Save Our Children? (Fernsehfilm)
- 1979: Love Boat (Fernsehserie, zwei Episoden)
- 1979: Land meines Herzens (Heartland)
- 1979: Before and After (Fernsehfilm)
- 1979–1981: B.J. und der Bär (B.J. and the Bear, Fernsehserie, fünf Episoden)
- 1980: The Seduction of Miss Leona (Fernsehfilm)
- 1980: Reunion (Fernsehfilm)
- 1980: Verhängnisvolle Leidenschaft (Rape and Marriage: The Rideout Case, Fernsehfilm)
- 1982: Quincy (Quincy M.E., Fernsehserie, Episode 7x14)
- 1982: Life of the Party: The Story of Beatrice (Fernsehfilm)
- 1982: Cagney & Lacey (Fernsehserie, Episode 2x04)
- 1983: Emergency Room (Fernsehfilm)
- 1984: Nadia (Fernsehfilm)
- 1984–1985: E/R (Fernsehserie, 22 Episoden)
- 1985: North Beach and Rawhide (Fernsehfilm)
- 1986: Samaritan: The Mitch Snyder Story (Fernsehfilm)
- 1986: Der Junge vom schwarzen Fluß (Where the River Runs Black)
- 1986: Picnic (Fernsehfilm)
- 1986: Matlock (Fernsehserie, Episode 1x09)
- 1987: Sledge Hammer! (Sledge Hammer!, Fernsehserie, Episode 1x21)
- 1987: Blinde Sehnsucht (Eye on the Sparrow, Fernsehfilm)
- 1988: Maybe Baby – Am Anfang war der Klapperstorch (For Keeps)
- 1988: Wer ist hier der Boss? (Who’s the Boss?, Fernsehserie, Episode 4x19)
- 1988: Portrait of a White Marriage
- 1988: Pizza Pizza – Ein Stück vom Himmel (Mystic Pizza)
- 1988: Unter fremden Sternen (Goodbye, Miss 4th of July, Fernsehfilm)
- 1989: Mord ist ihr Hobby (Murder, She Wrote, Fernsehserie, Episode 5x09)
- 1989: Wo bitte geht’s zum Militär? (Your Mother Wears Combat Boots, Fernsehfilm)
- 1989: A Peaceable Kingdom (Fernsehserie, zehn Episoden)
- 1990: Ketten aus Gold (Chains of Gold)
- 1990: Gegensätze ziehen sich an (Opposites Attract, Fernsehfilm)
- 1990: Edward mit den Scherenhänden (Edward Scissorhands)
- 1991: Tödliche Absichten (Deadly Intentions… Again?, Fernsehfilm)
- 1991: Die Mütter-Mannschaft (Backfield in Motion, Fernsehfilm)
- 1991–1992: L.A. Law – Staranwälte, Tricks, Prozesse (L.A. Law, Fernsehserie, 14 Episoden)
- 1992–1995: Küß’ mich, John (Hearts Afire, Fernsehserie, 33 Episoden)
- 1993: Family Affairs – Mein Vater der Spieler (Family Prayers)
- 1993: True Romance
- 1993: Zwischen Himmel und Hölle (Heaven & Earth)
- 1994: Samurai Cowboy
- 1996: Freeway
- 1996: Walker, Texas Ranger (Fernsehserie, Episode 4x25)
- 1996: Tödliches Erwachen (Sweet Dreams, Fernsehfilm)
- 1996: Ein Präsident für alle Fälle (My Fellow Americans)
- 1996: Townies (Fernsehserie, 14 Episoden)
- 1997: Touch
- 1997–1998: Teen Angel (Fernsehserie, 17 Episoden)
- 1998: Revenant – Sie kommen in der Nacht (Modern Vampires)
- 1998: Buffy – Im Bann der Dämonen (Buffy the Vampire Slayer, Fernsehserie, Episode 2x20)
- 1999: Friends (Fernsehserie, Episode 6x05)
- 1999: JAG – Im Auftrag der Ehre (JAG, Fernsehserie, Episode 4x20)
- 2000: Mörderische Verführung (Crime + Punishment in Suburbia)
- 2000: Erin Brockovich
- 2001: Die Fremde (Stranger Inside, Fernsehfilm)
- 2001: Amy & Isabelle (Fernsehfilm)
- 2001: Emergency Room – Die Notaufnahme (ER, Fernsehserie, Episode 8x01)
- 2001: K-PAX – Alles ist möglich (K-PAX)
- 2002: Mr. Deeds
- 2002: Push, Nevada (Fernsehserie, 6 Episoden)
- 2002: Sabrina – Total Verhext! (Sabrina, the Teenage Witch, Fernsehserie, Episode 6x19)
- 2003: Becker (Fernsehserie, Episode 5x19)
- 2003: Für alle Fälle Amy (Judging Amy, Fernsehserie, Episode 5x07)
- 2003–2015: Two and a Half Men (Fernsehserie, 211 Episoden)
- 2004: Surviving Eden
- 2007: Kabluey
- 2012: Frankenweenie (Sprechrolle)
- 2014: Wishin’ and Hopin’
- 2015: Krampus
- 2015: Postal Jerks (Fernsehfilm)
- 2016: Grace and Frankie (Fernsehserie, Episode 2x03)
- 2016: The Axe Murders of Villisca
- 2017: The Ranch (Fernsehserie, fünf Episoden)
- 2018: Magische Weihnachten – A Very Nutty Christmas (A Very Nutty Christmas, Fernsehfilm)

## Theater (Auswahl)
- 1970: Three Sisters (Circle Theatre, New York City)
- 1973–1976: The Hot l Baltimore (Circle in the Square Downtown, New York City)
- 1974: The Sea Horse (Circle Theatre, New York City)
- 1974: Battle of Angels (Circle Theatre, New York City)
- 1975: The Elephant in the House (Circle Theatre, New York City)
- 1976: Wine Untouched (18th Street Playhouse, New York City)
- 1980: Here Wait (Los Angeles)
- 1986: Getting Out (Center Theatre Group, Mark Taper Forum, Los Angeles)
- 1986: Picnic (Center Theatre Group, Ahmanson Theatre, Los Angeles)
- 1993: Naked at the Coast (Naked Angels Company)

## Auszeichnungen (Auswahl)
- 1974: Drama Desk Award for Outstanding Solo Performance für ihre Rolle in The Sea Horse
- 1974: Obie Award for Distinguished Performance für ihre Rolle in The Sea Horse[5]
- 1974: Theatre World Award für ihre Rolle in The Sea Horse[6]